# カレン子爵
カレン子爵（カレンししゃく、英: Viscount Cullen）は、アイルランド貴族の爵位。1642年に創設され、1810年に廃絶した。

## 歴史
イングランド内戦における騎士党の1人チャールズ・コケイン(1602–1661)は1642年8月11日にアイルランド貴族であるティペラリー県におけるカレン男爵とカレン子爵（Viscount Cullen, co. Tipperary）に叙された。この爵位には特別残余権（special remainder）が規定されており、初代子爵の男系子孫が断絶した場合、ウィロビー・ド・アーズビー男爵モンタギュー・バーティー(1608–1666)の次男以降の息子、すなわちペレグリン・バーティー(c.1634–1701)、リチャード・バーティー(c.1635–1686)、ヴィアー・バーティー(1638/1640–1681)、チャールズ・バーティー(c.1640–1711)の4人、およびその男系子孫が継承できるとした。
以降5世代にわたって父から息子へと爵位が継承されたが、6代子爵ボーレイス・コケイン(1740–1810)が死去すると、初代子爵の男系子孫が断絶した。カレン子爵位は1819年には公式に廃絶したものとして扱われたが、『完全貴族要覧』第2版（1913年）は6代子爵が死去した時点ではチャールズ・バーティーの男系継承者にあたる第9代リンジー伯爵アルベマール・バーティー(1744–1818)が推定相続人で、その死後は歴代リンジー伯爵が相続したと判断した。ただし、カレン子爵位創設の特許状は1913年時点で失われている。
カレン子爵家の遺産は5代子爵チャールズ・コケイン(1710–1802)の次男で6代子爵の異母弟にあたるウィリアム・コケイン閣下(1756–1809)の10人の娘が共同で相続した。そのうちの1人メアリー・アン(c.1782–1873)の息子が『完全貴族要覧』の著者ジョージ・エドワード・コケイン(1825–1911)である。

## カレン子爵（1642年）
- 初代カレン子爵チャールズ・コケイン（1602年 – 1661年）
- 第2代カレン子爵ブライアン・コケイン（1631年 – 1687年）
- 第3代カレン子爵チャールズ・コケイン（1658年 – 1688年）
- 第4代カレン子爵チャールズ・コケイン（1687年 – 1716年）
- 第5代カレン子爵チャールズ・コケイン（1710年 – 1802年）
- 第6代カレン子爵ボーレイス・コケイン（1740年 – 1810年）